# Municipio de Pickens
El municipio de Pickens (en inglés: Pickens Township) es un municipio ubicado en el condado de Cleburne en el estado estadounidense de Arkansas. En el año 2010 tenía una población de 531 habitantes y una densidad poblacional de 7,47 personas por km².

## Geografía
El municipio de Pickens se encuentra ubicado en las coordenadas 35°24′2″N 91°53′32″O / 35.40056, -91.89222. Según la Oficina del Censo de los Estados Unidos, el municipio tiene una superficie total de 71,12 km², de la cual 71,12 km² corresponden a tierra firme y (0 %) 0 km² es agua.

## Demografía
Según el censo de 2010, había 531 personas residiendo en el municipio de Pickens. La densidad de población era de 7,47 hab./km². De los 531 habitantes, el municipio de Pickens estaba compuesto por el 97,36 % blancos, el 1,13 % eran amerindios, el 0,19 % eran asiáticos, el 0,56 % eran de otras razas y el 0,75 % eran de una mezcla de razas. Del total de la población, el 1,69 % eran hispanos o latinos de cualquier raza.